# Ejército Nacional Libio
El Ejército Nacional Libio (LNA, por sus siglas en inglés; en árabe : القوات المسلحة الليبية ) es una organización militar al mando del mariscal de campo Jalifa Haftar, que solo obedece al llamado gobierno de Tobruk enfrentado al Gobierno de Acuerdo Nacional, con sede en Trípoli, durante la segunda guerra civil libia iniciada en 2014. Se presenta como sucesor del Ejército de Liberación Nacional Libio surgido durante la primera guerra civil libia de 2011. El corresponsal del diario español El País en Túnez ha descrito al LNA como «una fuerza paramilitar integrada por los remanentes del Ejército de Gadafi, varias milicias tribales del este y mercenarios subsaharianos».

## Segunda guerra civil libia (2014-2020)

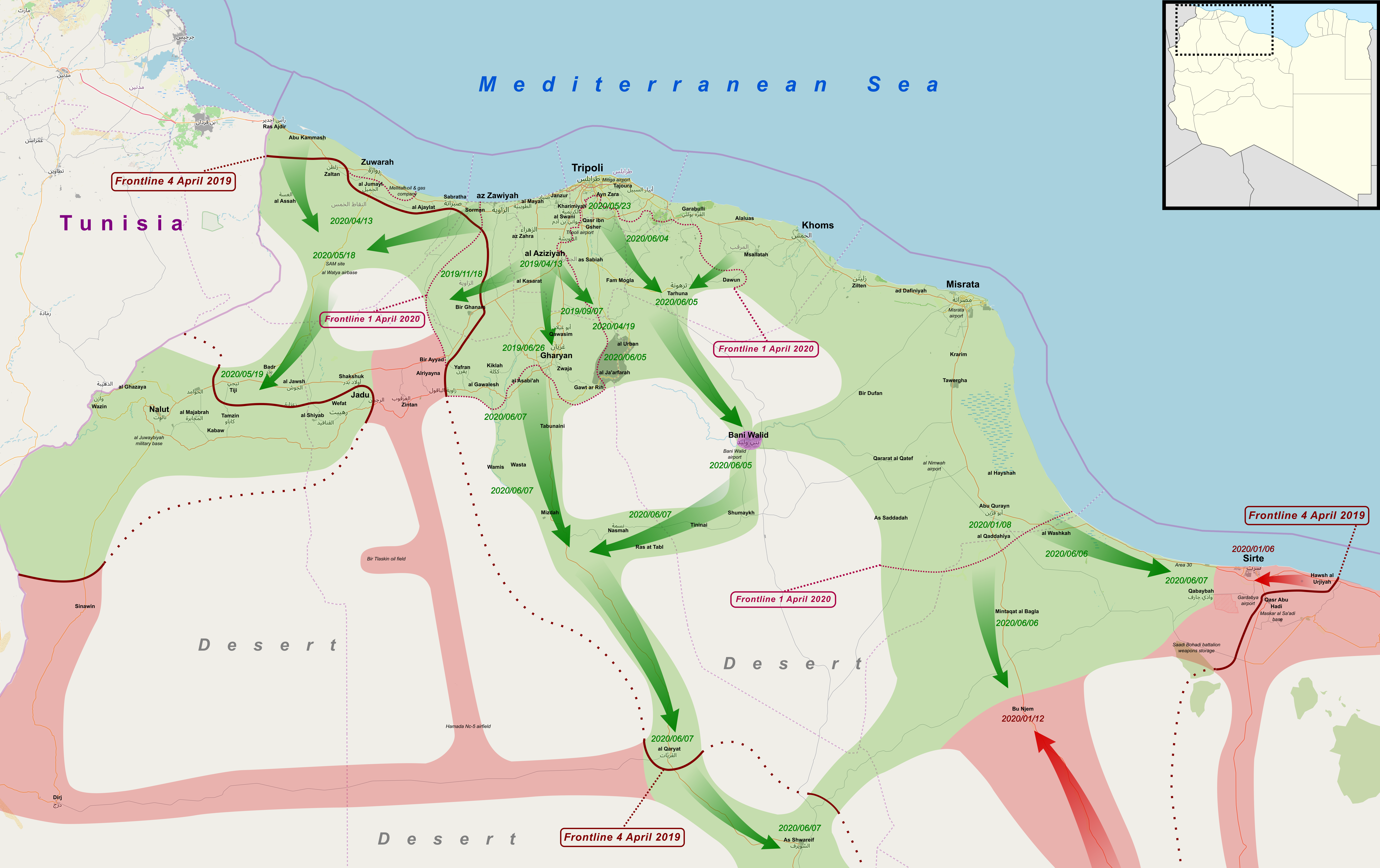
Mapa de la ofensiva del LNA sobre Trípoli (5 de abril de 2019). En verde el territorio controlado por el Gobierno de Acuerdo Nacional; en rojo el controlado por el LNA a las órdenes del gobierno de Tobruk.

En 2014 Jalifa Haftar se proclamó jefe del Ejército Nacional Libio que acabó poniéndose del lado de las autoridades del este del país, no reconocidas por la comunidad internacional.
El 11 de septiembre de 2016 el LNA arrebató al Gobierno de Acuerdo Nacional (GNA), reconocido por la ONU, el control de cuatro puertos petroleros por los que podría exportarse la mitad del crudo extraído en Libia.
A finales de 2017, acabó con los últimos reductos islamistas en Bengasi y se apoderó del estratégico golfo de Sidra, punto clave para la salida del petróleo libio. Al año siguiente arrebató Derna a las milicias yihadistas que la controlaban y en febrero ocupó varias localidades del sur del país, incluida su capital Sebha.
El 5 de abril de 2019 el general Hafter anunció el inicio de la Operación Inundación de Dignidad y aseguró que sus tropas del Ejército Nacional Libio (LNA) estaban a las puertas de la capital Trípoli, sede del Gobierno de Acuerdo Nacional (GNA), único reconocido internacionalmente. Un día antes había llegado a Libia el secretario general de Naciones Unidas, António Guterres, para ultimar los preparativos de la conferencia nacional que tenía que celebrarse en la ciudad de Gadamés del 14 al 16 de abril y que había sido gestionada por el enviado especial de la ONU, Ghasam Salame, con el objetivo de poner de acuerdo al GNA y el gobierno paralelo del este del país con sede en Tobruk y cuyo hombre fuerte es Haftar. Ante lo delicado de la situación Guterres viajó a Bengasi donde se entrevistó con Haftar. Este le reiteró su propósito de tomar la capital.
El mismo día del anuncio de Haftar se reunió el Consejo de Seguridad de Naciones Unidas, que instó al LNA a cesar sus movimientos, advirtiendo que amenazaba a la estabilidad del país. El Consejo «pide a las fuerzas del LNA a frenar toda actividad militar», indicó el embajador de Alemania ante Naciones Unidas, Christoph Heusgen, quien en ese mes de abril presidía el Consejo. «En Libia no puede haber una solución militar para el conflicto», añadió Heusgen. También hubo un comunicado del G-7 en el mismo sentido.